# 3656 Hemingway
3656 Hemingway este un asteroid din centura principală, descoperit pe 31 august 1978 de Nikolai Cernîh.